# Орден на кавалерите на честта
Орденът на кавалерите на честта (на английски: Order of the Companions of Honour) е най-висшия рицарски орден на Великобритания и Британската общност. Орденът се присъжда за изключителни заслуги и постижения в областта на изкуството, литературата, музиката, науката, политиката, индустрията и религията.
Носителите на ордена се наричат кавалери на честта. Орденът е учреден от крал Джордж V през месец юни 1917 г. Носители на ордена могат да са не повече от 65 рицари на честта, от които 45 от Обединеното кралство, 7 от Австралия, 2-ма от Нова Зеландия и 11 от други страни. Към званието си, чужденците добавят „почетен член“ или „почетен кавалер“.
Емблемата на ордена е овален медальон с дъбови листа, щит с кралския герб висящ от един клон, вляво от който е изобразен рицар в броня. Девизът на син фон със златни букви гласи (на английски: IN ACTION FAITHFUL AND IN HONOUR CLEAR) или „В ДЕЙСТВИЯТА ВЕРЕН И В ЧЕСТТА НЕОПЕТНЕН“, а на овала на ордена е изобразена императорската корона на Британската империя. Кавалерите на ордена го носят на шията с червена лента със златни бродерии по краищата, а дамите – на лявото рамо.